# Pseudobagrus kyphus
Pseudobagrus kyphus és una espècie de peix de la família dels bàgrids i de l'ordre dels siluriformes.

## Morfologia
Els mascles poden assolir els 7,3 cm de longitud total.

## Distribució geogràfica
Es troba a la Xina i al Vietnam.